# Anna Ancher
Anna Ancher (Skagen, 18 agosto 1859 – Skagen, 15 aprile 1935) è stata una pittrice danese.
È considerata una delle più grandi pittrici della Danimarca. Fece parte della Scuola di Skagen, una comunità di artisti che aveva sede nell'estrema punta settentrionale dello Jutland.

## Biografia

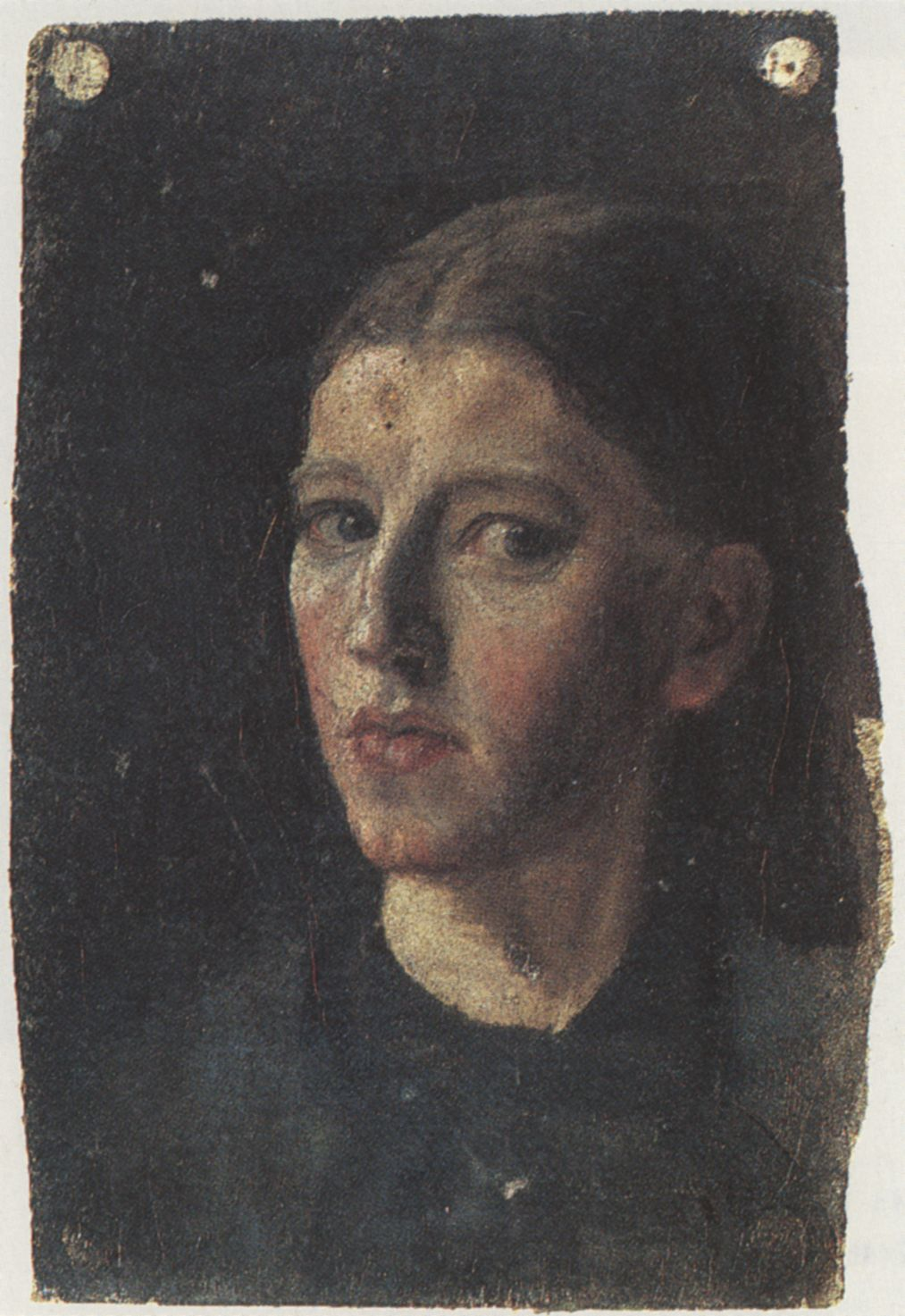
Autoritratto

Anna Kirstine Brøndum nacque a Skagen, in Danimarca, da Erik Andersen Brøndum (1820–1890) e da Anne Hedvig Møller (1826–1916).
Anna fu l'unica dei pittori della comunità della Scuola di Skagen ad essere nata e cresciuta nella stessa città di Skagen, dove suo padre era proprietario del Brøndums Hotel. Il suo talento artistico apparve evidente già in tenera età ed ella accrebbe le sue conoscenze nell'arte pittorica grazie ai contatti con i vari artisti che venivano a dipingere a Skagen.
Nel frattempo Anna studiò disegno per tre anni presso il "Vilhelm Kyhn College of Painting" di Copenaghen e sviluppò già un suo proprio stile. Fu anche una delle prime ad osservare l'interazione fra colori differenti nella luce naturale. Studiò disegno anche a Parigi, frequentando l'atelier di Pierre Puvis de Chavannes, insieme a Marie Triepcke (che divenne in seguito la moglie di Peder Severin Krøyer, altro pittore della Scuola di Skagen).

Nel 1880 Anna Brøndum sposò Michael Ancher, anch'egli pittore, che aveva conosciuto a Skagen. Essi ebbero solo una figlia, Helga Ancher. Nonostante le pressioni della buona società del tempo, secondo cui le donne sposate dovevano dedicarsi solo ai doveri della famiglia, Anna continuò a dipingere anche dopo il matrimonio.
Anna e Michael Ancher acquistarono la loro casa a Skagen nel 1884. Nel 1913 essa fu ampliata, creando un vasto studio che costituisce una parte del complesso oggi visibile. Helga, la figlia degli Ancher, morì nel 1964 e lasciò la casa e tutto ciò che conteneva ad una Fondazione. L'ex residenza fu restaurata e trasformata nel 1967 in un museo (Ancher Hus) che richiama diversi visitatori.
L'arredamento originario e i quadri dipinti dagli Ancher e da altri artisti di Skagen sono esposti sia nell'abitazione che nello studio.
Anna espose i suoi lavori al "Museum of Science and Industry" di Chicago in occasione della "World's Columbian Exposition" del 1893. Fu inoltre premiata con la medaglia "Ingenio et Arti" nel 1913, e con la "Tagea Brandt Rejselegat" nel 1924. Nel 2018 il suo nome e alcune sue opere furono inclusi nella mostra Women in Paris 1850-1900.

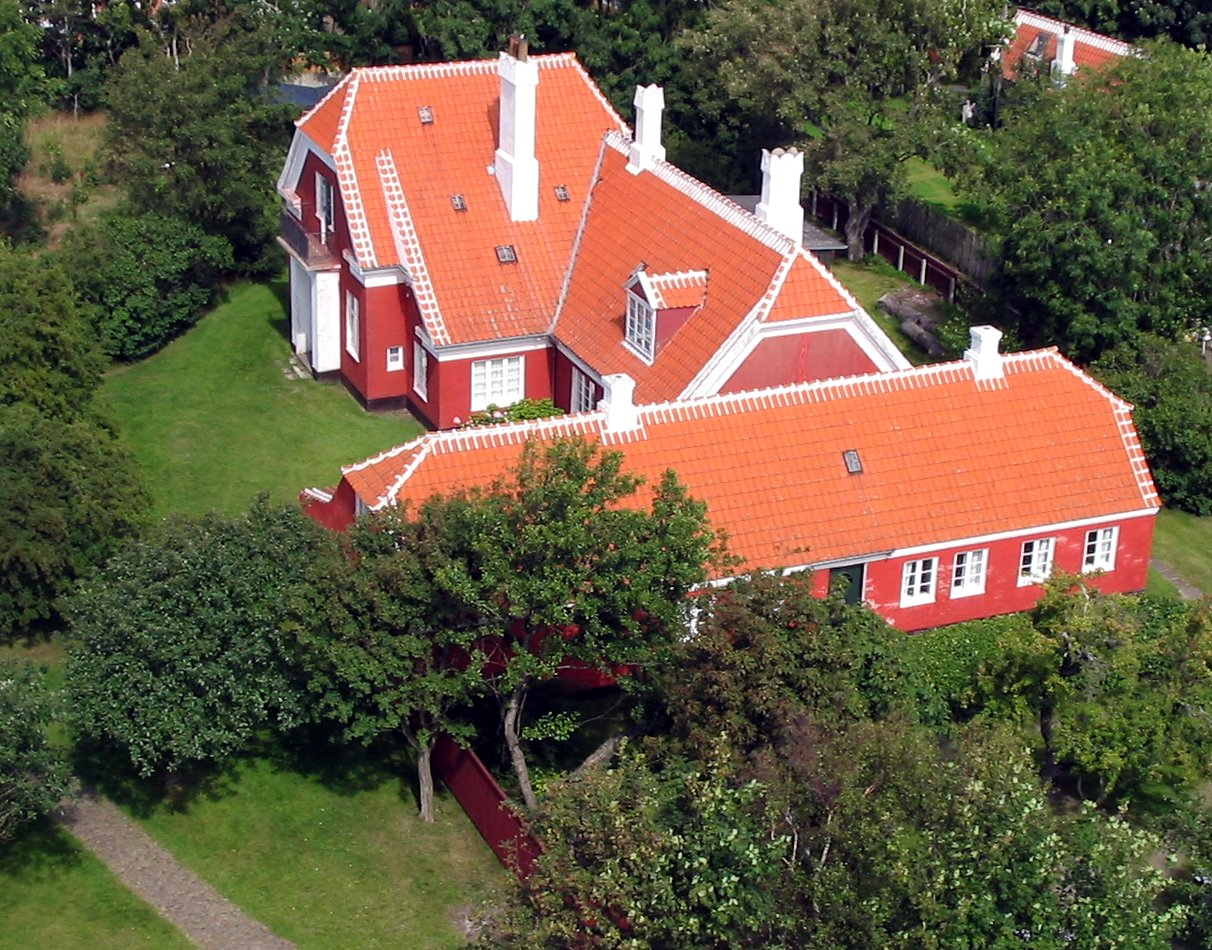
La casa di Michael e Anna Ancher a Skagen

Anna Ancher morì nella sua città a 76 anni, nel 1935.
Anna e Michael Ancher furono raffigurati sul lato principale delle banconote danesi nel 1997, entrate in circolazione il 25 novembre del 2004, per essere poi normalmente sostituite. Su queste banconote appariva il ritratto di Anna e quello di Michael Ancher, tratti da due quadri del 1884 del pittore Peder Severin Krøyer, originariamente appesi sulla parete della sala da pranzo del Brøndums Hotel.

## L'arte
Anna Ancher preferì dipingere degli interni, ritraendovi i semplici temi della vita di tutti i giorni della gente di Skagen, e dando la preferenza ai pescatori, alle donne e ai bambini. Si preoccupò principalmente di esplorare gli effetti delle luci e dei colori, come è evidente nel quadro Interior with Clematis, del 1913. Ma si impegnò anche nella creazione di composizioni più complesse come A Funeral (1891). I suoi lavori spesso sono rappresentativi dell'arte danese nei paesi esteri. Fu anche nota per aver ritratto anche delle persone esterne alla colonia artistica di Skagen, inclusa una vecchia donna cieca.
Anna Ancher fu premiata per il suo quadro Sørg (1902), che raffigura una donna nuda dai lunghi capelli biondi su un lato del dipinto, una croce funeraria nel mezzo e una vecchia pia donna vestita di nero. L'atmosfera religiosa del quadro può essere messa in relazione con l'educazione religiosa ricevuta dalla Ancher. La rappresentazione della donna nuda è unica per quel tempo, dato che quella figura femminile non è stata evidentemente immaginata come un elemento erotico e non è stata di certo pensata per gli sguardi maschili. L'allieva Alice R.Price asserisce che quest'opera riflette la posizione dell'autrice come donna di fede e al tempo stesso legata al tradizionale stile di vita bohémien degli artisti; tutto ciò è indicativo di un intimo conflitto dell'artista.

Anna Ancher fu considerata ben presto una delle grandi artiste danesi, in virtù della sua abilità di pittrice e della sua sensibilità per il colore. La sua arte (un chiaro esempio di Post-impressionismo) fonda la sua espressione nell'arte moderna nordica, ma compie un passo avanti verso una più veritiera rappresentazione della realtà; si vedano ad esempio i quadri Blue Ane, del 1882 e The Girl in the Kitchen, del 1883–1886.

## Opere
(Si veda la versione tedesca della Voce)

## Retrospettive
- I AM ANNA. A Homage to Anna Ancher, Skagens Museum, Denmark, 2009[14]
- Anna Ancher, Arken Museum of Modern Art, Copenaghen, 2011[15]
- ANNA ANCHER & Co.—The Painting Women, Ribe Kunstmuseum, Denmark, 2007[16]
- Anna Ancher—det besjælede rum, Ribe Kunstmuseum, Denmark, 1999[17]
- Anna Ancher, 1859–1935, Malerin in Skagen, Niedersächsisches Landesmuseum, Hannover, 1994–1995[18]

## Galleria d'immagini
Figure femminili

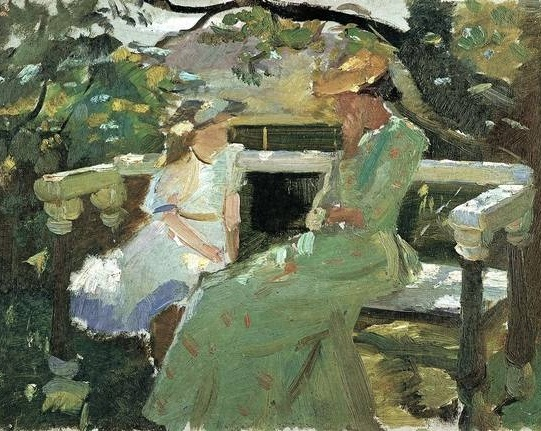
Nel giardino
Helga Sewing, la figlia dell'artista, 1890
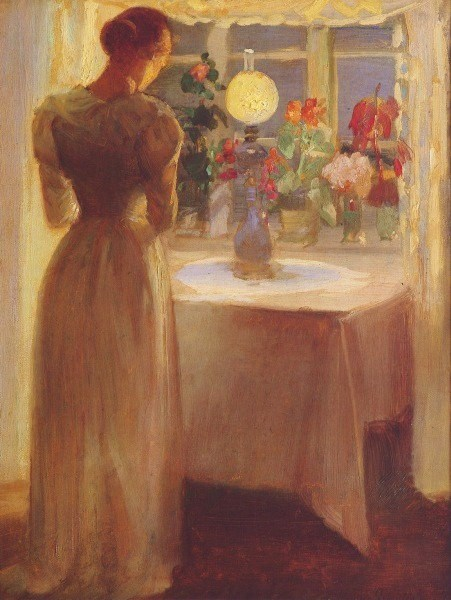
Giovinetta davanti a un paralume, 1887
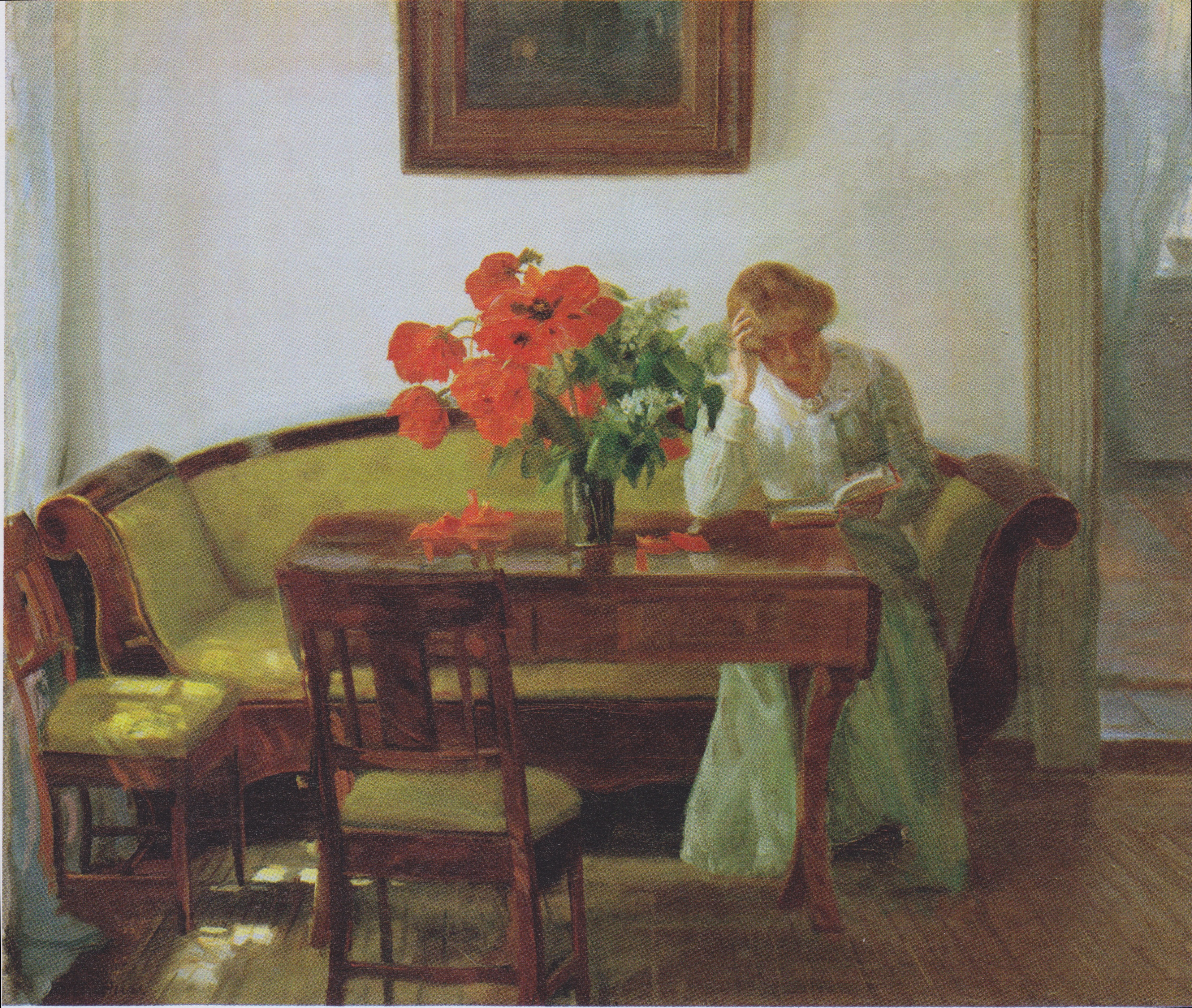
Donna che legge con papaveri, 1905
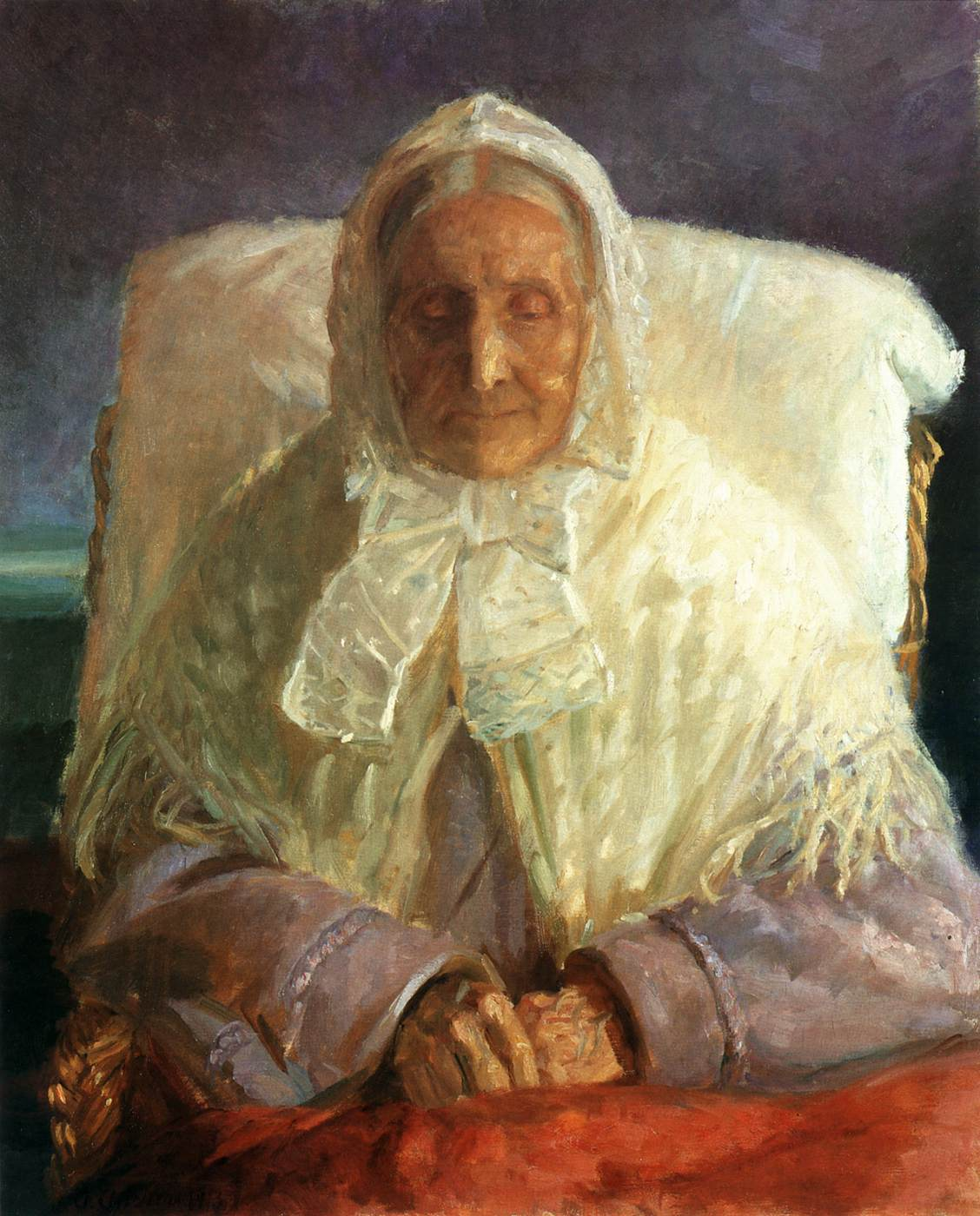
La madre dell'artista, 1913

Scene di genere

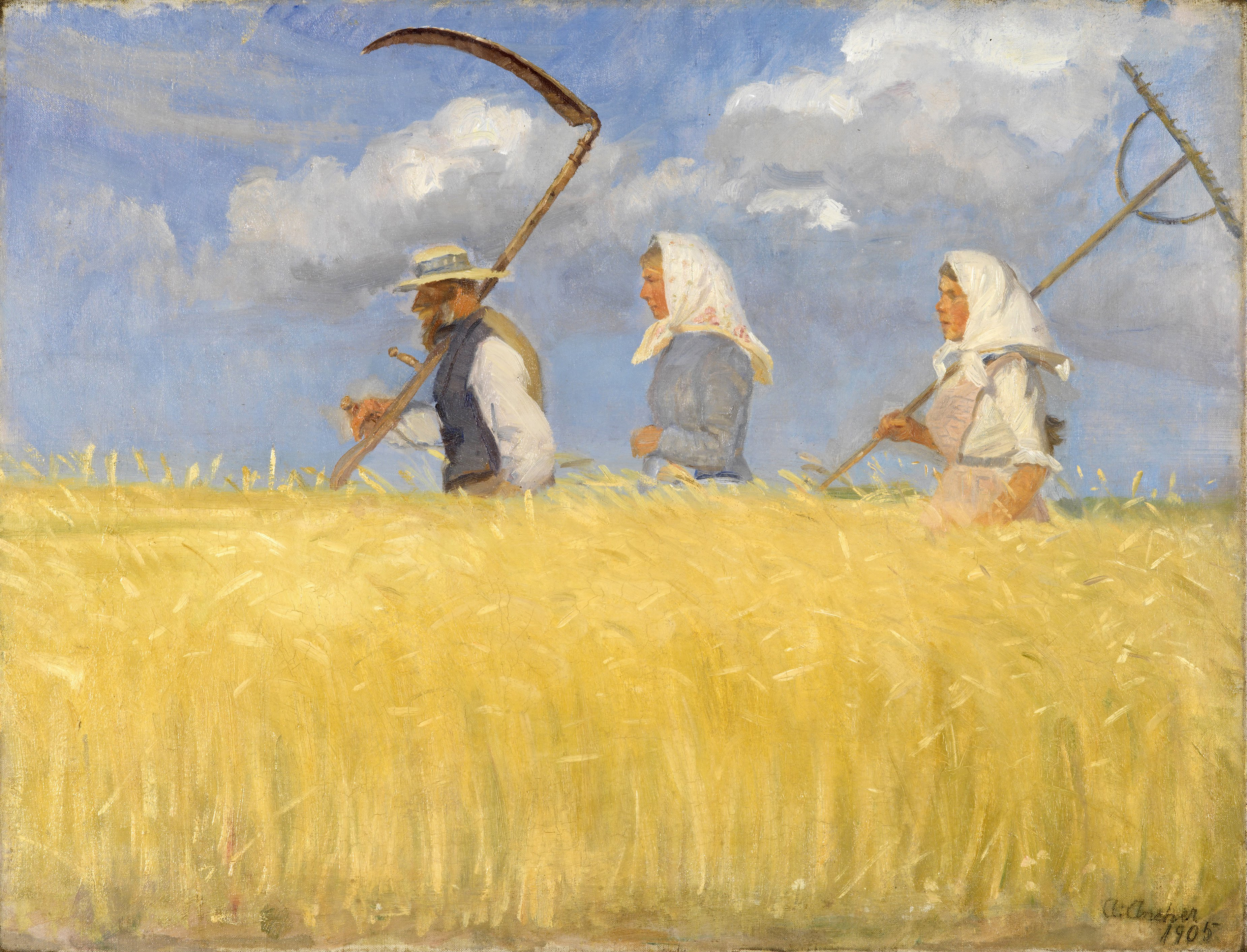
I mietitori, 1905
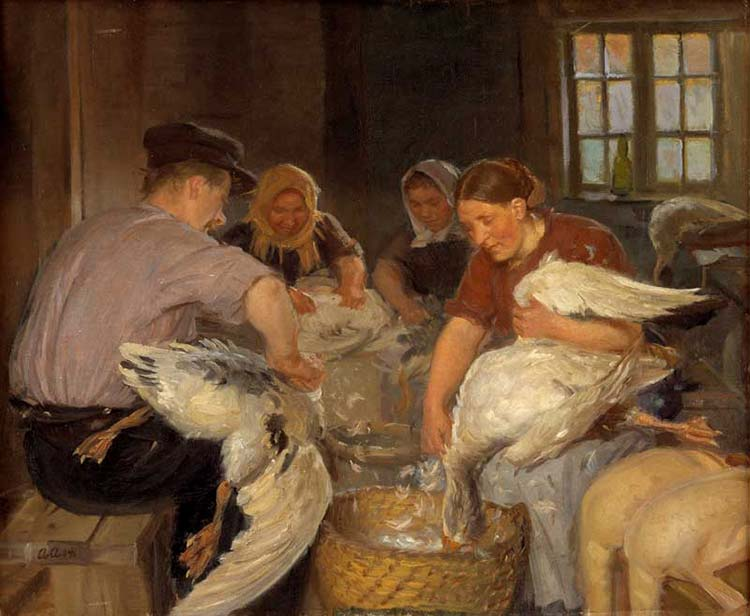
Spennatura delle oche di Natale, 1904
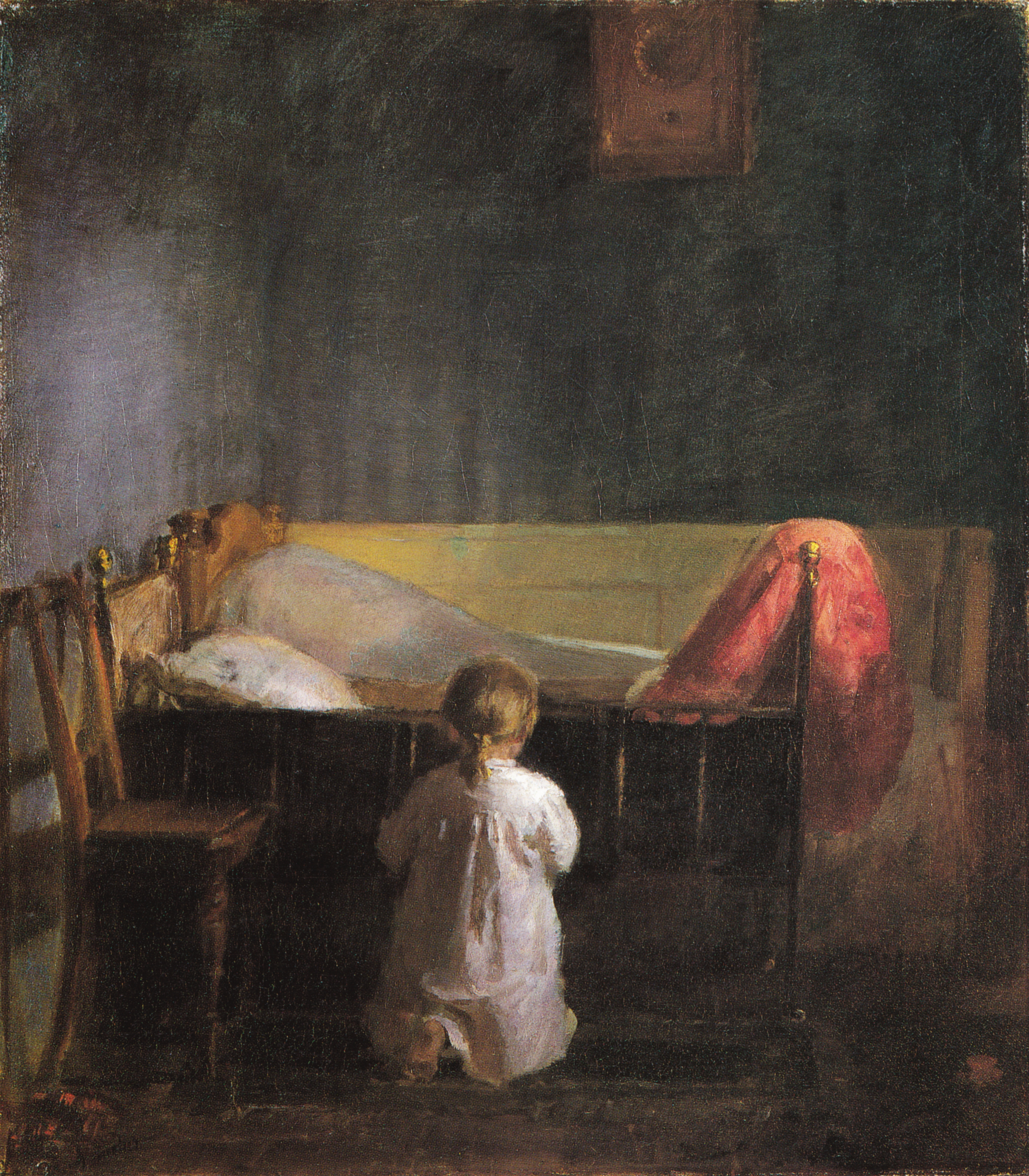
La preghiera della sera, 1888
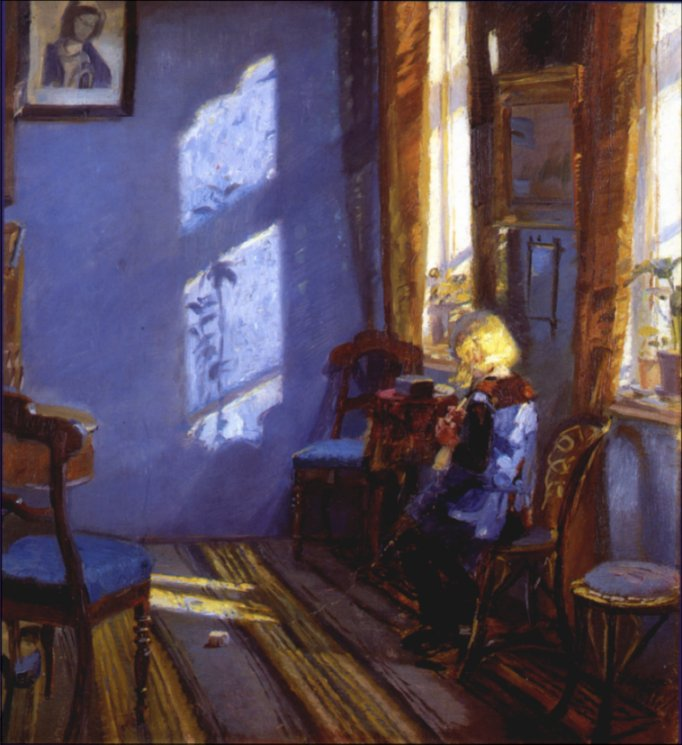
Un raggio di sole nella stanza blu, 1891
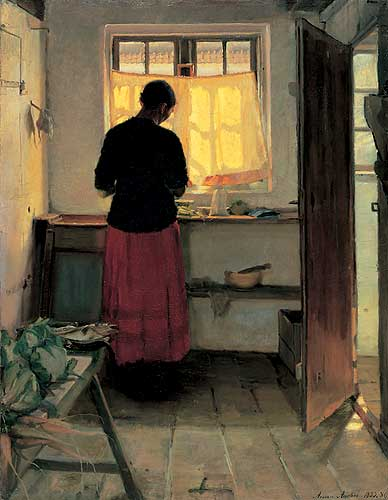
Ragazza nella cucina, c.1886
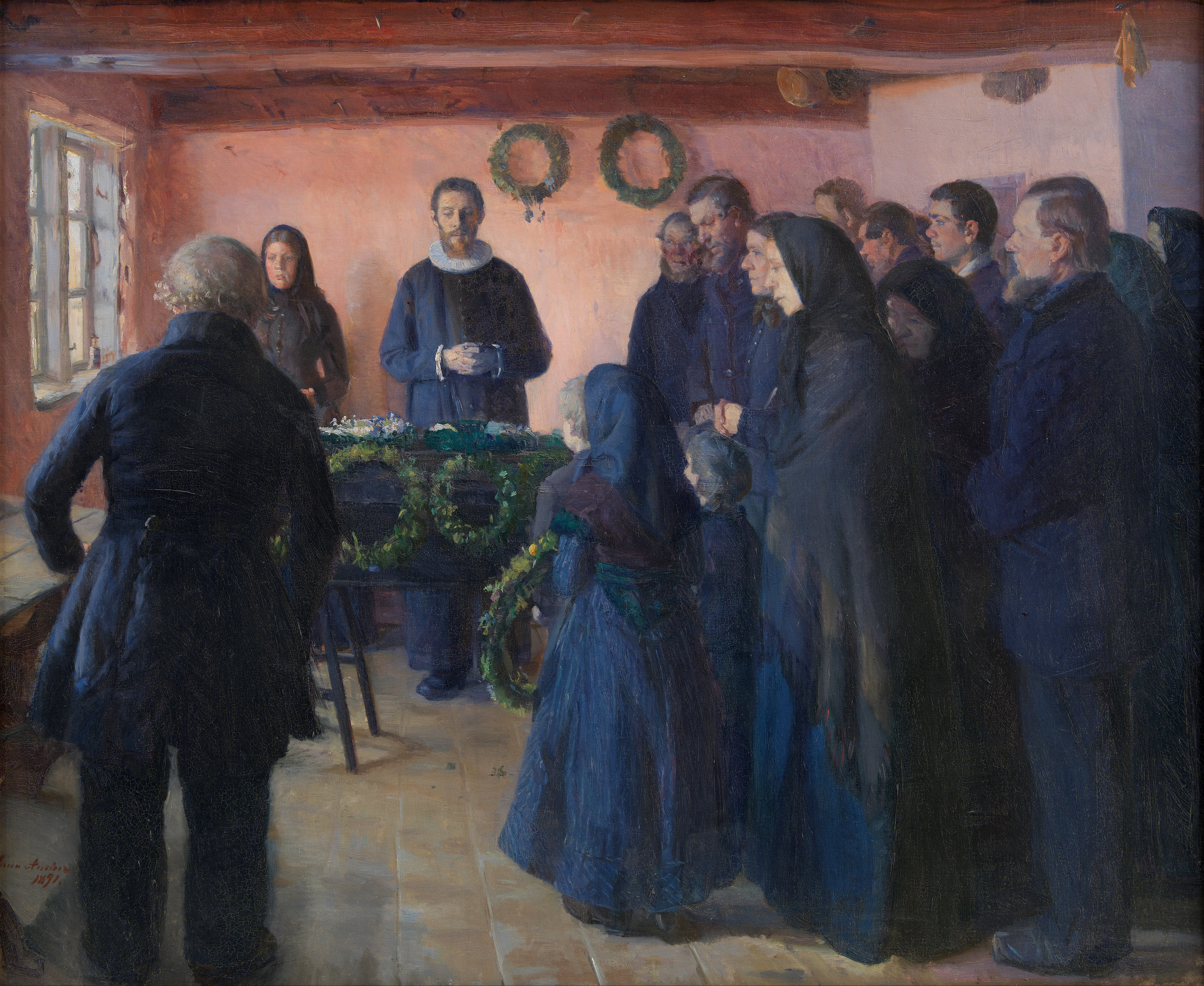
Funerale, 1891